# Praia da Memória
Obelisco da Memória
A Praia da Memória é uma praia portuguesa situada no lugar de Arnosa de Pampelido, em Perafita, a norte das cidades do Porto e de Matosinhos, onde se deu o chamado Desembarque do Mindelo.

## História
Foi nesta praia que, durante as Guerras Liberais, D. Pedro IV desembarcou, em 1832, com um exército de 7500 homens, para combater as tropas do seu irmão D. Miguel. Em homenagem à sua vitória foi erguido o Obelisco da Memória.

## Outras denominações
Esta praia já foi conhecida como praia de Pampelido, praia da Arenosa e também como praia dos Ladrões.

## Características
Na praia, são praticados o surfe e o voleibol. A temperatura média da água é de 14oC no inverno e 16oC no verão. A praia da Memória é uma praia de bandeira azul, e conta ainda com embarcações de patrulha, postos de vigia, nadador-salvador, estacionamento, restaurantes e cafés, cabines de lona e sanitários.